# Parafia Matki Bożej Częstochowskiej w Borowej
Parafia Matki Bożej Częstochowskiej w Borowej – parafia rzymskokatolicka, znajdująca się w diecezji tarnowskiej, w dekanacie Dębica Zachód.